# ФК Чепел
ФК Чепел (мађ. Csepel SC) је мађарски фудбалски клуб са седиштем у 21. округу Будимпеште, Чепелу, који са налази на Дунавском острву јужно од главног града. Клуб је основан 1912. године под именом Гимнастички клуб Чепел (Csepeli Torna Klub).
Чепел је био четири пута фудбалски шампион Мађарске (1941/42, 1942/43, 1947/48, 1958/59).
Током сезоне 2001/02, фудбалски клуб је угашен, па поново покренут и сада клуб игра у нижиеразредним мађарским такмичењима. Седиште клуба је Стадион Мира, који има капацитет од 14.000 гледалаца.
Пре испадања из прве мађарске лиге у сезони 1996/97, Чепел је провео 51 сезону као прволигаш и као такав је осми свих времена у Мађарској.

## Из историје клуба
Једино учешће у Лиги шампиона Чепел је имао 1960. године. У квалификацијама је елиминисан од стране ФК Фенербахче из Истанбула. У успехе се рачуна и учешће у Митропа купу, 1981. године је заузео друго место иза тадашњег првака Татран Прешов из Словачке. Задњи успех чепела је било четврто место у прволигашкој сезони 1982/83
Током 2000. године, ФК Чепел се сјединио са ФК Трећи округ ТВЕ из Обуде, 3. Будимпештанског округа. Уједињени клубови су играли под именом ФК Чепел у Чепелу.
Због финансијских проблема током сезоне 2001/02, два клуба, ФК Чепел и ФК Трећи округ, су се разишла и сваки од њих је наставио да учествује у такмичењима под својим старим именом.

## Име клуба по годинама
- 1912. - Чепел ТК (Csepeli TK)
- 1932. - Чепел ФК (Csepel FC)
- 1937. - Вајс-Манфред ФК Чепел[2]
- 1944. - ФК Чепел (Csepel SC)
- 1947. - ФК Чепел Мункаш (Csepeli Mukás TE)[3]
- 1950. - ФК Чепел Вашаш (Csepeli Vasas)
- 1958. - ФК Чепел[4]
- 1993. - ФК Чепел-Кордакс (Csepel SC-Kordax)
- 1996. - ФК Чепел[5]

### Познати играчи
- Пал Чернаји (1952-1956)

Играо два пута за репрезентацију Мађарске, касније је постао успешан интернационални тренер. Најпознатији клубови које је тренирао су ФК Бајерн из Минхена и ФК Бенфика из Лисабона.
- Золтан Цибор (1951/52)

Био је члан Златног тима и један од најбољих играча Мађарске.
- Јожеф Тот II (1950)

играо је 12 утакмица у репрезентацији Мађарске, укључујући и учешће на светском првенству 1954. године у Француској.
- Ференц Немет „Шиђа“ (1958/59)

## ФК Чепел у европским куповима
| Сезона  | Такмичење    | Ранг          | Земља                                            | Клуб              | Резултат     |
| ------- | ------------ | ------------- | ------------------------------------------------ | ----------------- | ------------ |
| 1959/60 | Европа куп I | кв.           | Турска                                           | ФК Фенербахче     | 1 : 1, 2 : 3 |
| 1970    | Митропа куп  | осмина финала | Аустрија                                         | Вакер Инзбрук     | 2 : 1, 1 : 2 |
| 1971    | Митропа куп  | осмина финала |                                                  | Славија Праг      | 2 : 0, 0 : 0 |
|         |              | четвртфинале  |                                                  | Шкода Плзењ       | 0 : 0, 1 : 1 |
|         |              | полуфинале    | Аустрија                                         | Аустрија Салцбург | 2 : 0, 1 : 4 |
| 1981    | Митропа куп  | Група         |                                                  | Татран Прешов     | 3 : 0, 0 : 0 |
|         |              | Група         | Италија                                          | Комо              | 0 : 0, 1 : 2 |
|         |              | Група         | Социјалистичка Федеративна Република Југославија | Загреб            | 0 : 0, 2 : 0 |